# Josef Fritzl
Josef Fritzl, "o monstro de Amstetten" (Áustria, 9 de abril de 1935), é um criminoso que abusava sexualmente de sua filha Elizabeth Fritzl desde que esta tinha 11 anos de idade, em 1977. Em 24 de agosto de 1984, ele a aprisionou no porão de sua casa, número 40 da rua Ybbsstrasse da cidade de Amstetten, norte da Áustria, onde a drogou e algemou, mantendo-a assim prisioneira, estuprando-a repetidamente, até abril de 2008. Das relações incestuosas nasceram sete filhos, um dos quais morreu logo após nascer, tendo Josef incinerado o seu corpo jogando-o no sistema de calefação da casa. Ao sequestrar a própria filha em 1984, explicou à polícia que ela havia sido levada por uma seita e, como evidência, fez com que Elisabeth escrevesse uma carta, dirigida aos pais, pedindo que parassem de procurá-la. Pai autoritário, proibiu a todos que visitassem o porão, alegando tratar-se do seu ateliê. Exceto quando viajava, levava quase todas as noites comida para a filha e para três de seus filhos, enquanto que para os outros três orquestrou um plano para revelar a sua existência e adotá-los como avô. Os três foram colocados, com poucos meses de vida, na porta de sua casa, junto a cartas escritas por Elisabeth. Uma delas, de 1993, dizia: "O bebê tem nove meses, terá uma vida melhor com seu avô e avó que comigo". Réu confesso, Josef declarou ainda: "Eu sabia que Elisabeth não queria que eu fizesse o que estava fazendo com ela. Sabia que estava machucando-a. Aquilo era como um vício. Na verdade, eu desejava ter filhos com ela."
Em maio de 2008, o jornal austríaco "Oberösterreichischen Nachrichten" ("OÖN") descobriu que Josef Fritzl já havia cometido vários crimes sexuais no ano de 1967.
Um documentário foi feito sobre o caso, Os segredos do porão austríaco, exibido no Brasil em 21 de junho de 2008 pelo canal GNT.
O julgamento de Josef Fritzl teve início no dia 16 de março de 2009. Fritzl entrou no tribunal ladeado por seis policiais e segurando uma pasta em ambas as mãos para evitar que lhe fotografassem o rosto. Ele inicialmente confessou ser culpado por estupro e incesto, mas negou a acusação de assassinato no caso da morte de um garoto recém-nascido no cativeiro. No dia seguinte, porém, ele decidiu se declarar culpado depois de ver o depoimento de 11 horas de sua filha Elisabeth, gravado em vídeo e exibido numa sessão a portas fechadas. No dia 19 de março de 2009, Fritzl foi julgado culpado e condenado à prisão perpétua pelos crimes de incesto, estupro, cárcere privado e homicídio. Fritzl reconheceu ter estuprado Elisabeth mais de três mil vezes.
A filha de Fritzl e os seis filhos que ela teve com o pai, três dos quais encarcerados desde o nascimento, vivem agora em um local secreto sob nova identidade.
A banda Rammstein criou uma canção especificamente para este caso, cujo nome é Wiener Blut.
A banda de rock alternativo finlandesa The Rasmus compôs em seu álbum Black Roses a canção Livin' In a World Without You com uma narrativa semelhante a um caso de confinamento; em nota, a banda disse que preferiria que as pessoas não ligassem a letra ao acontecimento, pois tratava-se de algo horrível, e que tirassem por si os próprios significados.
"A letra é sobre uma coisa horrível que aconteceu no mundo no momento em que estávamos escrevendo a música (refere-se a um caso de incesto na Áustria em 2008), mas eu realmente não quero falar muito sobre isso, quero que as pessoas encontrem seus próprios significados a partir da letra quando a ouvirem." 